# Willem Antony van Vloten
Willem Antony van Vloten (ook Wilhelmus Anthonius) (Utrecht, gedoopt 21 juni 1740 - Amsterdam, 11 maart 1809) was een Nederlandse godsdienstleraar, predikant en Bijbelvertaler.

## Biografie
Van Vloten werd in 1740 geboren als zoon van de Utrechtse notaris Wernard van Vloten en van Cornelia van Beest. Hij studeerde theologie aan de Universiteit Utrecht. Hij werd godsdienstleraar en hervormd predikant te Waddinxveen van 1767 tot 1770. Om gezondheidsredenen kon hij zijn ambt niet langer uitoefenen en woonde nadien te Utrecht, Gouda, Leiden en Amsterdam.
Nadat hij een aantal politieke brochures had geschreven, werkte hij vooral aan theologische geschriften. Het eerste hiervan was zijn Verhandeling over den invloed van den christen godsdienst. Sinds ongeveer 1775 werkte hij aan een nieuwe Bijbelvertaling, die hij voor eigen rekening uitgaf onder de naam De Bijbel vertaald, omschreven en door aanmerkingen opgehelderd. Deze vertaling met parafrase en uitvoerige tekstverklaring verscheen in 13 lijvige delen. Het eerste deel ervan kwam uit in 1789 en het laatste deel, van de Hebreeën tot en met Openbaring, in 1796. Hij probeerde waar mogelijk eenzelfde Hebreeuws of Grieks woord steeds door eenzelfde Nederlands woord te vertalen. In zijn voorrede schreef hij: "Ik schrijf voor geene Geleerden, maar voor onbevooroordeelde Bijbelminnaaren."

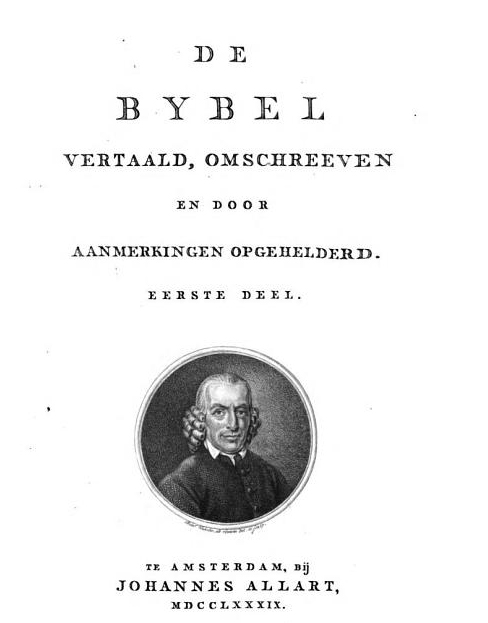
Titelblad bijbelvertaling (1e deel) door Willem Antony van Vloten uit 1789

Al bij al werd het een omvangrijk werk, omdat hij bij elk vers een parafrase of een kleine verklarende uitleg gaf. Van Vloten achtte een parafrase van de tekst noodzakelijk omdat hij met zijn vertaling zo dicht mogelijk bij de grondtekst wilde blijven en hij besefte dat dat niet kon zonder dat dit afbreuk zou doen aan de begrijpelijkheid van de vertaling. De kerk gaf geen officiële goedkeuring aan dit werk, omdat men "nieuwigheden in zijnen arbeid meende te zien", die volgens de biograaf Glasius echter "meest in schijn bestonden" Wel drukte van Vloten zich vrijer uit dan men gewoon was. De theologische faculteit van Leiden gaf haar approbatie aan de eerste negen delen van het werk, maar vanaf het tiende deel niet meer. Om dergelijke moeilijkheden voortaan te vermijden, zei van Vloten zijn lidmaatschap bij de hervormde kerk op sloot zich voortaan bij een groep Doopsgezinden aan, bij Allard Hulshoff. Hij bleef, op eigen kosten, werken over de Bijbel publiceren.
De verdeeldheid onder christenen stoorde hem zeer. Hierover schreef hij een Verhandeling over den zorgelijken toestand der onderscheidene Godsdienstige Gezindheden, in den tegenwoordigen tijd, verdeeld in Neölogen of Heterodoxen, en Obscuranten of Orthodoxen. Met uitvoerige opgave van het eenig middel, ter vermijding van de uitersten, waarin deze beiden anders noodwendig vervallen moeten. (Amsterdam, 1805) Hij wees hierin op de noodzaak om de Bijbel onpartijdig te onderzoeken als enig middel om tot de kennis van de waarheid te komen. Deze en een Tweede verhandeling, den middelweg aanwijzende tusschen de uitersten van den tegenwoordigen tijd (Amsterdam, 1806), werden nadien samen uitgegeven in één band: De Bijbel als opvoedingsboek beschouwd voor elk. Verder verscheen o.a. een Verhandeling over de tegenwoordige laauwheid en onverschilligheid in de godsdienst, derzelver oorzaken en geneesmiddelen (Leiden, 1808).
Van Vlotens werk vond voor- en tegenstanders. Sommigen zwaaiden hem lof toe: "’s Mans arbeid levert dus den Ongeletterden, die zich op de beoefening der Heiligen Schriften ernstig toelegt, een zeer nuttig handboek, waer van zy zich, ten beteren verstande der Bybelbladeren, en tot een leerzaem stichtelyk gebruik van dezelven, met vrucht kunnen bedienen." Anderen vonden ronduit "dat de slechtheid van taal en stijl in deze Overzetting met de gemeenheid en het profane der omschrijving en uitlegging hand aan hand gaat."
Van Vloten zelf klaagde: "ik heb geschreven voor het publiek zonder aanmoediging; ik ondervond gestadig het tegendeel; in plaats van toejuiching, berisping, in plaats van gematigde goedkeuring, steile veroordeling en vervolging."
Een kernachtige samenvatting vindt men in de biografie door Glasius: "Bezield met vurige lust om den Bijbel te onderzoeken en te doen kennen, wijdde hij daaraan al zijne krachten. Het is echter te bejammeren dat hij minder helder en duidelijk, soms zelfs duister in zijn wijze van uitdrukking en voorstelling was." Waarmee hij verwees naar Van Vlotens verhandelingen van honderden bladzijden zonder enige indeling in alinea's of hoofdstukken.
Door conflicten met de kerkelijke censuur verhuisde hij uiteindelijk van Leiden naar Amsterdam. Hij zou aldaar met W.A. Ockerse, zijn academievriend, in 1798 een handel in effecten zijn begonnen. Van Vloten overleed in maart 1809 op 68-jarige leeftijd te Amsterdam. Hij werd op 16 maart 1809 in Muiderberg begraven. Met op zijn grafzerk de tekst: "Hier ontving de Aarde het Hare van WILLEM ANTHONIJ VAN VLOTEN. Geb. 1740. Gest. 1809".